# Cannon-Thurston-Abbildung

Limesmenge einer quasifuchsschen Gruppe

Cannon-Thurston-Abbildungen werden in der Mathematik in der Theorie Kleinscher Gruppen verwendet. Sie erlauben es, komplizierte Limesmengen als stetige Bilder eines Kreises darzustellen.

## Cannon-Thurston-Vermutung
Der folgende Satz wurde von Cannon und Thurston vermutet und in dieser Allgemeinheit von Mahan Mj bewiesen.
Eine Flächengruppe {\displaystyle \pi _{1}S} wirke frei und eigentlich diskontinuierlich ohne parabolische Elemente auf dem 3-dimensionalen hyperbolischen Raum {\displaystyle \mathbb {H} ^{3}}. Dann lässt sich die äquivariante Inklusion 
{\displaystyle i\colon {\widetilde {S}}\to \mathbb {H} ^{3}}
der universellen Überlagerung {\displaystyle {\widetilde {S}}=\mathbb {H} ^{2}} stetig auf den idealen Rand {\displaystyle \partial _{\infty }{\widetilde {S}}=\partial _{\infty }\mathbb {H} ^{2}} zu einer stetigen Abbildung
{\displaystyle i\cup \partial _{\infty }i\colon \mathbb {H} ^{2}\cup \partial _{\infty }\mathbb {H} ^{2}\to \mathbb {H} ^{3}\cup \partial _{\infty }\mathbb {H} ^{3}}
fortsetzen. 
Für {\displaystyle p\not =q\in \partial _{\infty }\mathbb {H} ^{2}} ist {\displaystyle \partial _{\infty }i(p)=\partial _{\infty }i(q)} dann und nur dann, wenn {\displaystyle p} und {\displaystyle q} Endpunkte im Unendlichen desselben Blattes oder desselben idealen Komplementärpolygons der Endelaminierung von {\displaystyle \pi _{1}S\backslash \mathbb {H} ^{3}} sind.

## Anwendungen
- Wenn die Limesmenge einer endlich erzeugten Kleinschen Gruppe zusammenhängend ist, dann ist sie lokal zusammenhängend.

- Sei {\displaystyle \Gamma } eine geometrisch endliche Kleinsche Gruppe. Wenn es für eine andere Kleinsche Gruppe {\displaystyle \Gamma ^{\prime }} einen Gruppenisomorphismus {\displaystyle \Gamma \to \Gamma ^{\prime }} gibt, der parabolische Elemente auf parabolische Elemente abbildet, dann gibt es eine surjektive, stetige Abbildung der Limesmenge von {\displaystyle \Gamma } auf die Limesmenge von {\displaystyle \Gamma ^{\prime }}, der die Fixpunkte jedes Elements {\displaystyle \gamma \in \Gamma } auf die Fixpunkte des entsprechenden Elements in {\displaystyle \Gamma ^{\prime }} abbildet.

- Sei {\displaystyle M} eine hyperbolische 3-Mannigfaltigkeit endlichen Volumens, die über dem Kreis mit Faser {\displaystyle S} fasert. Dann ist die Limesmenge von {\displaystyle \pi _{1}S} eine {\displaystyle \pi _{1}M}-invariante Peano-Kurve.

## Verallgemeinerungen
Eine hyperbolische Gruppe {\displaystyle \Gamma } wirke frei und eigentlich diskontinuierlich auf einem Gromov-hyperbolischen Raum {\displaystyle X}. Man kann fragen, ob sich die Orbitabbildungen 
{\displaystyle i\colon \Gamma \to X}
auf den Gromov-Rand zu einer stetigen Abbildung
{\displaystyle i\cup \partial _{\infty }i\colon \Gamma \cup \partial _{\infty }\Gamma \to X\cup \partial _{\infty }X}
fortsetzen lassen. Falls eine solche stetige Fortsetzung existiert, bezeichnet man
{\displaystyle \partial _{\infty }i\colon \partial _{\infty }\Gamma \to \partial _{\infty }X}
als Cannon-Thurston-Abbildung. 
Es gibt zahlreiche Beispiele, in denen eine Cannon-Thurston-Abbildung nicht existiert, siehe Baker-Riley und Matsuda-Oguni.
Eine Cannon-Thurston-Abbildung existiert jedoch für
- die Inklusion {\displaystyle i\colon \Gamma \to G} eines Normalteilers in eine hyperbolische Gruppe,

oder für
- die Inklusion eines Eckenraumes in einen Baum Gromov-hyperbolischer Räume, in dem alle Inklusionen von Kantenräumen in Eckenräume quasi-isometrische Einbettungen sind.